# Esthera Petre
Esthera Petre (n. 13 mai 1990, București, România) este o fostă atletă română, specializată la săritura în înălțime.

## Carieră
S-a născut într-o familie de sportivi de performanță. Tatăl a practicat tot atletismul, mama baschetul iar fratele mai mic a fost tot campion național la săritura în înălțime.
La Campionatul Mondial de juniori din 2007 de la Ostrava s-a clasat pe locul 5, iar la Campionatul Mondial de juniori din 2008 de la Bydgoszcz s-a clasat pe locul 6. În anul 2009 a obținut locul 5 la Campionatul European de juniori de la Novi Sad.
La Campionatul European de tineret (U23) din 2011 de la Ostrava ea a devinit campioană europeană. Cu o săritură de 1,98 m a stabilit un nou record personal, egalând recordul competiției. În același an a participat la Campionatul Mondial de la Daegu unde s-a clasat pe locul 14.
În anul 2012 ea s-a clasat pe locul 7 la Campionatul Mondial în sală de la Istanbul. În același an a participat la Jocurile Olimpice de la Londra, dar nu a reușit să se califice în finala.

## Realizări
| An   | Competiție                               | Locație                | Loc | Note   |
| ---- | ---------------------------------------- | ---------------------- | --- | ------ |
| 2006 | Campionatul Mondial de Juniori (sub 20)  | Beijing, China         | 14  | 1,81 m |
| 2007 | Campionatul Mondial de Juniori (sub 18)  | Ostrava, Cehia         | 5   | 1,81 m |
| 2007 | Campionatul European de Juniori (sub 20) | Hengelo, Olanda        | 7   | 1,79 m |
| 2008 | Campionatul Mondial de Juniori (sub 20)  | Bydgoszcz, Polonia     | 6   | 1,82 m |
| 2009 | Campionatul European în sală             | Torino, Italia         | 14  | 1,80 m |
| 2009 | Campionatul European de Juniori (sub 20) | Novi Sad, Serbia       | 5   | 1,84 m |
| 2011 | Campionatul European în sală             | Paris, Franța          | 16  | 1,85 m |
| 2011 | Campionatul European de Tineret (sub 20) | Ostrava, Cehia         | 1   | 1,98 m |
| 2011 | Campionatul Mondial                      | Daegu, Coreea de Sud   | 14  | 1,92 m |
| 2012 | Campionatul Mondial în sală              | Istanbul, Turcia       | 7   | 1,92 m |
| 2012 | Jocurile Olimpice                        | Londra, Marea Britanie | 19  | 1,85 m |
| 2013 | Campionatul European în sală             | Göteborg, Suedia       | 18  | 1,80 m |

## Recorduri personale
| Probă                        | Performanță | Dată             | Locație   |
| ---------------------------- | ----------- | ---------------- | --------- |
| Săritură în înălțime         | 1,98 m      | 16 iulie 2011    | Ostrava   |
| Săritură în înălțime în sală | 1,94 m      | 14 ianuarie 2012 | București |